# インド共産党マルクス・レーニン主義派解放派
インド共産党マルクス・レーニン主義派解放派(भारतीय कम्युनिस्ट पक्ष (एम.एल.) लिबरेशन, Communist Party of India (Marxist–Leninist) Liberation; CPI(ML) Liberation)は、インドの共産主義政党。
マルクスレーニン主義派解放派は1970年代にはインド共産党マルクス・レーニン主義派の中で最大の勢力であり、後にはインドにおけるの左派の主要なアクターとなった。種々の大衆組織（労働者、農家、女性、青少年、学生組合）を通じていくつかの州で活動している。

## 歴史
1973年、もともとのインド共産党マルクス・レーニン主義派がSharmaが率いるグループとMahadev Mukherjeeが率いるグループに分裂した。Vinod Mishraは当初はMukherjeeのグループに属していたが、彼とBurdwan地方委員会は1973年9月にMukherjeeから袂を分かった。MishraはSharmaのグループと連絡を取ったが、Burdwan地方委員会はその後分割され、MishraはSharmaの政治上の態度（大衆組織の形成を呼びかけ、当時CPI（ML）の運動内にほとんど異端ともいえる動きを形成していた）を非難した。 
1974年、Mishraはビハールの武装闘争指導者であるSubrata Dutta (Jauhar)と接触した。1974年7月28日（Charu Majumdarの2回目の命日）、Jauharを書記長、MishraとSwadesh Bhattacharya（Raghu）を中央委員として新党中央委員会が結成された  。再建されたこの党は、「反林彪」グループとして知られるようになった（Mahadev Mukherjeeの派閥は「林彪派」グループを構成していた） 。この反林彪グループがのちにマルクスレーニン主義派解放派（CPI（ML）Liberation）として知られるようになる
1975年11月、Lal Seria（ビハールの民兵）の活動中にJauharが殺害された。Mishraは、再編成された5人定員の中央委員会を持つ新党の書記長に就任した。Mishraは、1976年2月にガヤ地区（美ハールの行政区分）の農村部で極秘に第二回大会を開いた。大会は満場一致でMishraを書記長に再選した。

### 新たな方向づけと「整流」
Mishraは解放派の新たな方向づけのプロセスを気付いた活動家であった 。1976年までに、武装闘争と広範な反国民会議民主主義運動を組み合わせるという立場を採用した  。このプロセスは、1977年後半に開始された内部整流プロセスを通じてより緻密化された。党の学習サークルと党学校が、党中央から細胞に至るまでの全党で始められた。

#### インド人民戦線
1980年代初頭、マルクス・レーニン主義派解放派は（直接的にマルクス・レーニン主義派の方針であった）非政党の開かれた大衆運動としてインド人民戦線(Indian People's Front; IPF)の建設を開始した（1982年4月に設立）。Nagbhushan PatnaikがIPFの議長に就任した。この地下政党が大衆的で愛国主義的な民主主義プログラムに基づいて他の民主的勢力との関係を築こうというIPF建設政策は、Mishraの介在によるものであった 。Mishraは初期の解放派の理論を放棄したが、Charu Majumdarの遺産を決して放棄しなかった。

#### 自治州要求運動
1985年、州議会で議席を獲得したアッサムのカルビ・アングロン地区で、人民民主戦線（People's Democratic Front; PDF）設立した。 1987年にPDFは自治州要求委員会（Autonomous State Demand Comittee; ASDC）に改組した。 ASDCの持続的な大衆運動は、1989年の地方選で役立った。1981年、ASDCのJayanta Rongpiが国会の議員になった。 ASDCは1996年、アッサム州議会に5人をMLAとして送った。 
1992年、第5回党大会（コルカタ）の後、党は地下政党から合法政党に路線変更した 。Mishraは1997年10月、バラナシで開催された第6回党大会で、党書記長に再選された。

## 大衆団体
次の大衆団体を傘下に持つ
- 革命的青年連盟 Revolutionary Youth Association (RYA)
- 全インド学生連盟 All India Students Association (AISA)
- 全インド農業労働者連盟 All India Agricultural Labour Association (AIALA)
- 全インド貧農共闘会議 All India Peasants' Coordination Committee
- 全インド労働組合中央会議 All India Central Council of Trade Unions (AICCTU)
- 全インド進歩的女性連合 All India Progressive Women's Association (AIPWA)
- 自治州要求運動 Autonomous State Demand Committee (ASDC)

## 各州の党勢

### ビハール
解放派は、ビハールにおいてマルクス・レーニン主義派結成以来の封建主義的制度との闘争を続けている。 Siwan、Bhojpur、Arrahは解放派の重要拠点である。

### ジャールカンド

Giridihは、Jharkhand

解放派はランハッチ、ダンバード、ギリディ、コデルマ、ジャムタダなどのビハールの重要な場所からのジャールカンドの分離に取り組んでいる。 ジャールカンドでは、解放派は政府の適切内補償のない土地押収に関する紛争で地域のAdivasi（部族集団）を代表している。

#### 2015年ジャールカンドパンチャーヤト選挙
Giridih地区では解放派は単一では最大の勢力として登場し、2015年のパンチャーヤト（地方議会）選挙では11議席を獲得した。

### パンジャブ
パンジャブでの解放派は、AIALAに所属するMazdoor Mukti Morchaを通じて、土地を持たないダロッドの労働者を代表している。「緑の革命」は、インディラ・ガンジーの統治以来農業を機械化してきた。しかし、土地を持たない農民は土地を持たないままであった。

パンジャブ州のMansa

#### Malwa蜂起
2009年には、解放派の指導の下、Singrur、Mansa、Bhatindaを含むMalwa地域の土地のない農民による土地包囲闘争があった。これは与党が約束していた、1961年のパンジャブ地方土地整理法に基づいていた。抗議者たちは、政府と3ヶ月以内に法的に土地を割り当てるよう協定を結んだ。 政府は、包囲された土地の即時の解放を要求した。